# Saint-Aubin-sur-Gaillon
Saint-Aubin-sur-Gaillon è un comune francese di 1 731 abitanti situato nel dipartimento dell'Eure nella regione della Normandia.

## Società

### Evoluzione demografica
Abitanti censiti